# Вольтерсдорф (Бранденбург)
Вольтерсдорф (нім. Woltersdorf) — громада в Німеччині, розташована в землі Бранденбург. Входить до складу району Одер-Шпре.
Площа — 9,12 км2. Населення становить 8423 ос. (станом на 31 грудня 2020).

## Демографія
- Динаміка населення з 1875 року в сучасних кордонах (Синя лінія: населення; Пунктир: відносна порівняльна динаміка населення землі Бранденбург; Сірий фон: період Третього рейху; Помаранчевий фон: період НДР)
- Динаміка населення (синя лінія) і прогнози

| Рік  | Населення |
| ---- | --------- |
| 1875 | 728       |
| 1890 | 1 323     |
| 1910 | 2 517     |
| 1925 | 3 348     |
| 1939 | 6 071     |
| 1950 | 6 202     |
| 1964 | 6 156     |

| Рік  | Населення |
| ---- | --------- |
| 1971 | 6 109     |
| 1981 | 5 520     |
| 1985 | 5 318     |
| 1990 | 4 902     |
| 1995 | 5 007     |
| 2000 | 6 799     |
| 2005 | 7 564     |

| Рік  | Населення |
| ---- | --------- |
| 2010 | 7 802     |
| 2015 | 8 092     |
| 2016 | 8 163     |
| 2017 | 8 193     |
| 2018 | 8 259     |
| 2019 | 8 302     |
| 2020 | 8 423     |

Джерела даних вказані на Wikimedia Commons.

## Галерея

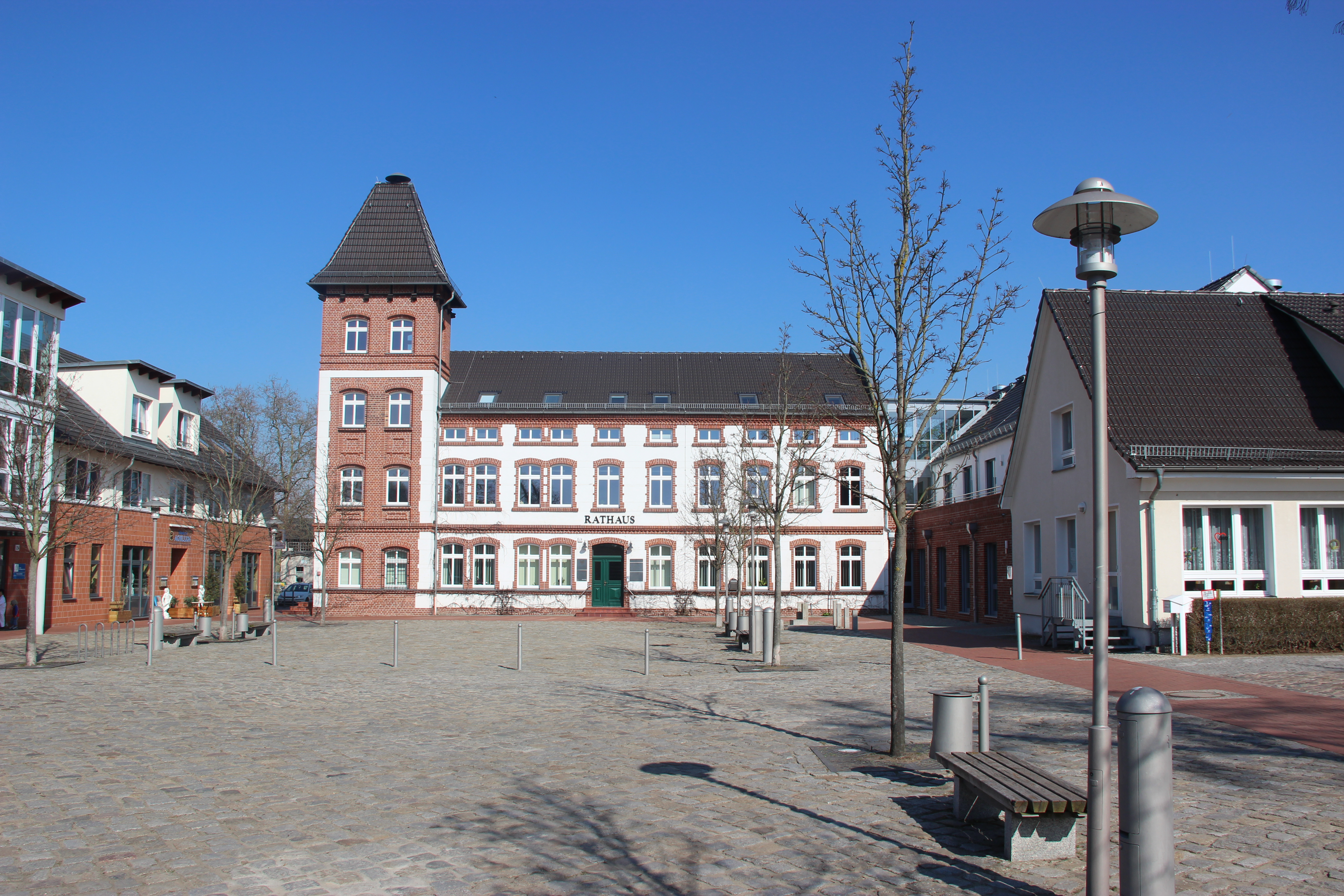
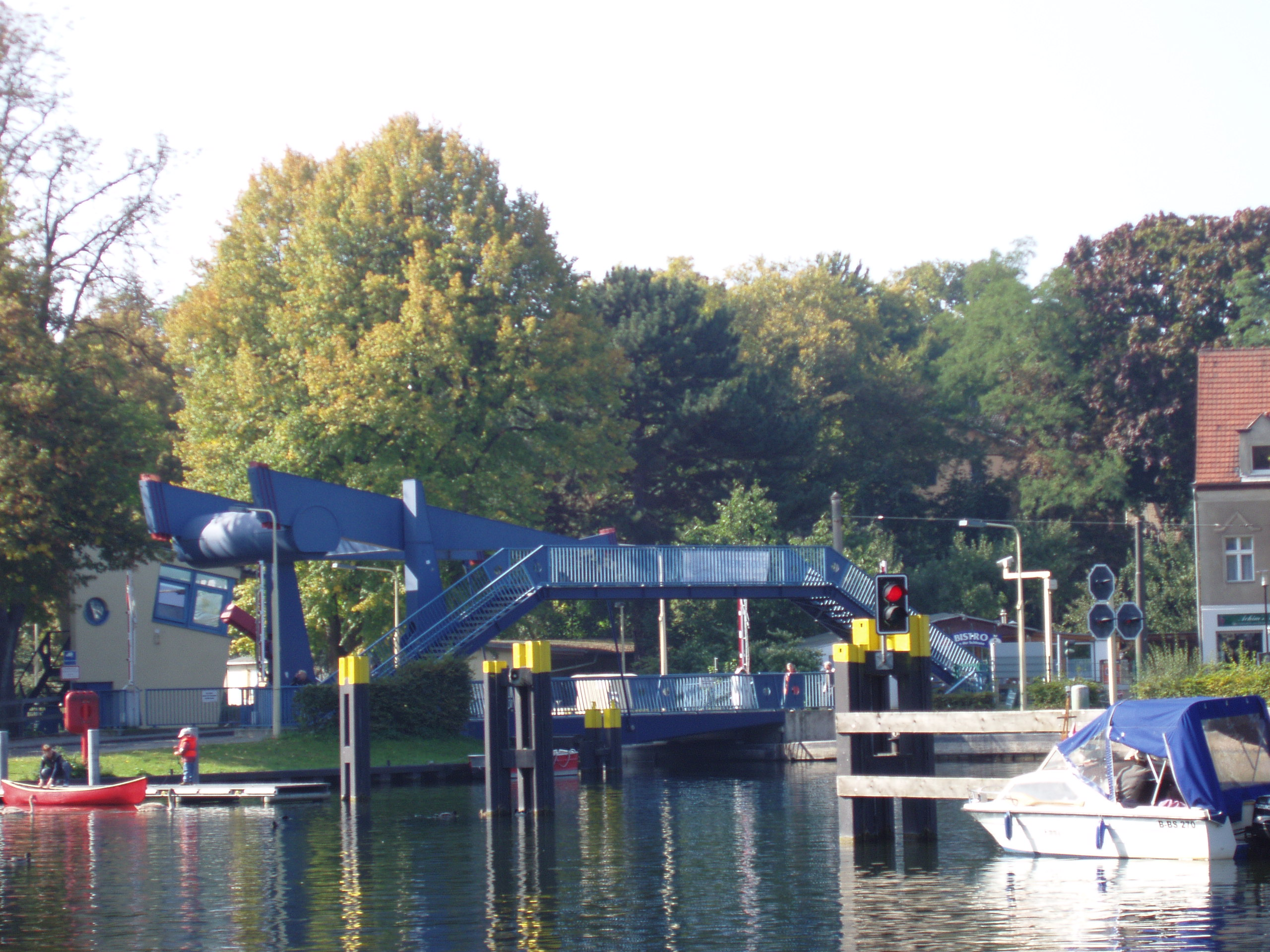
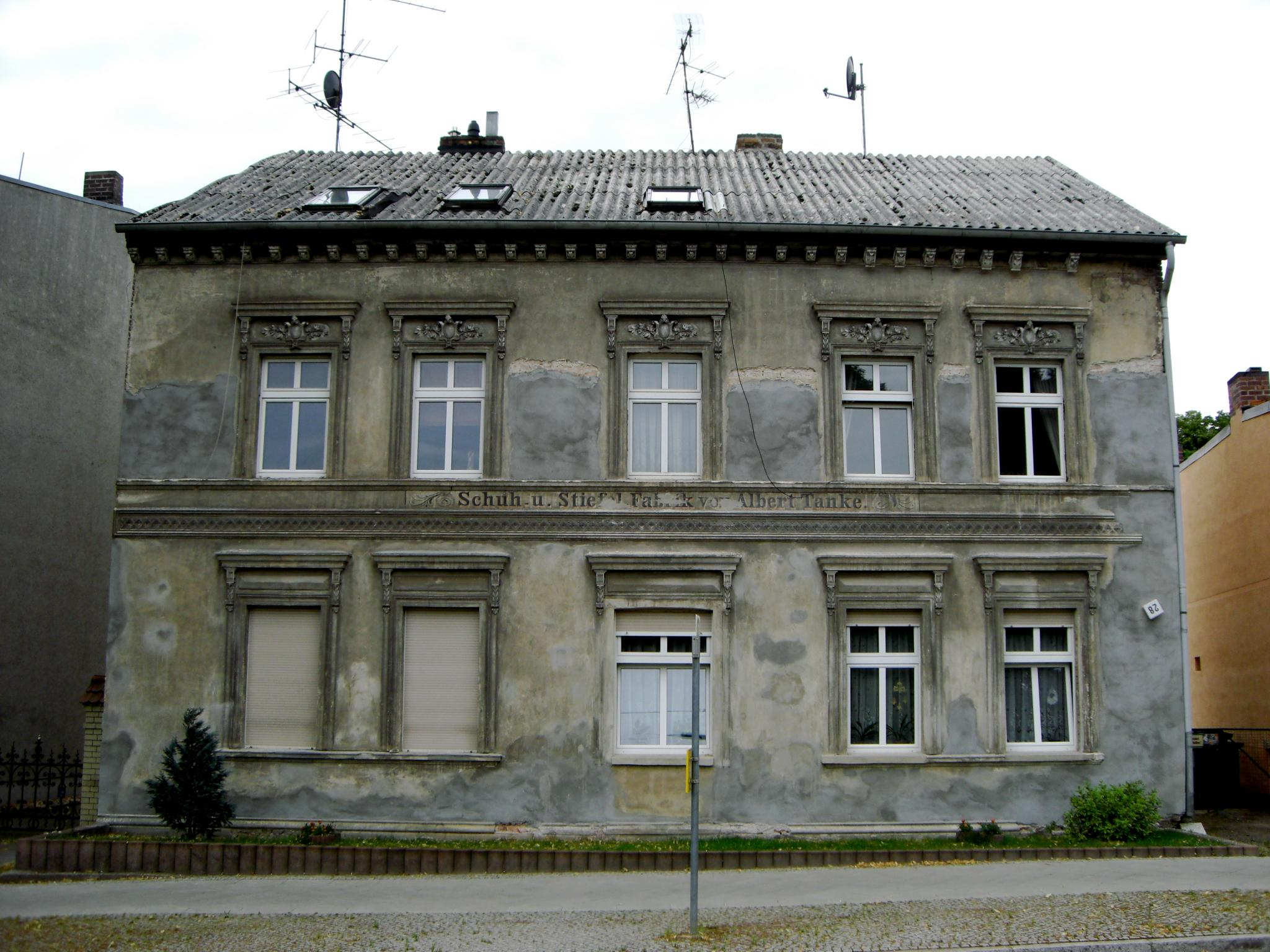
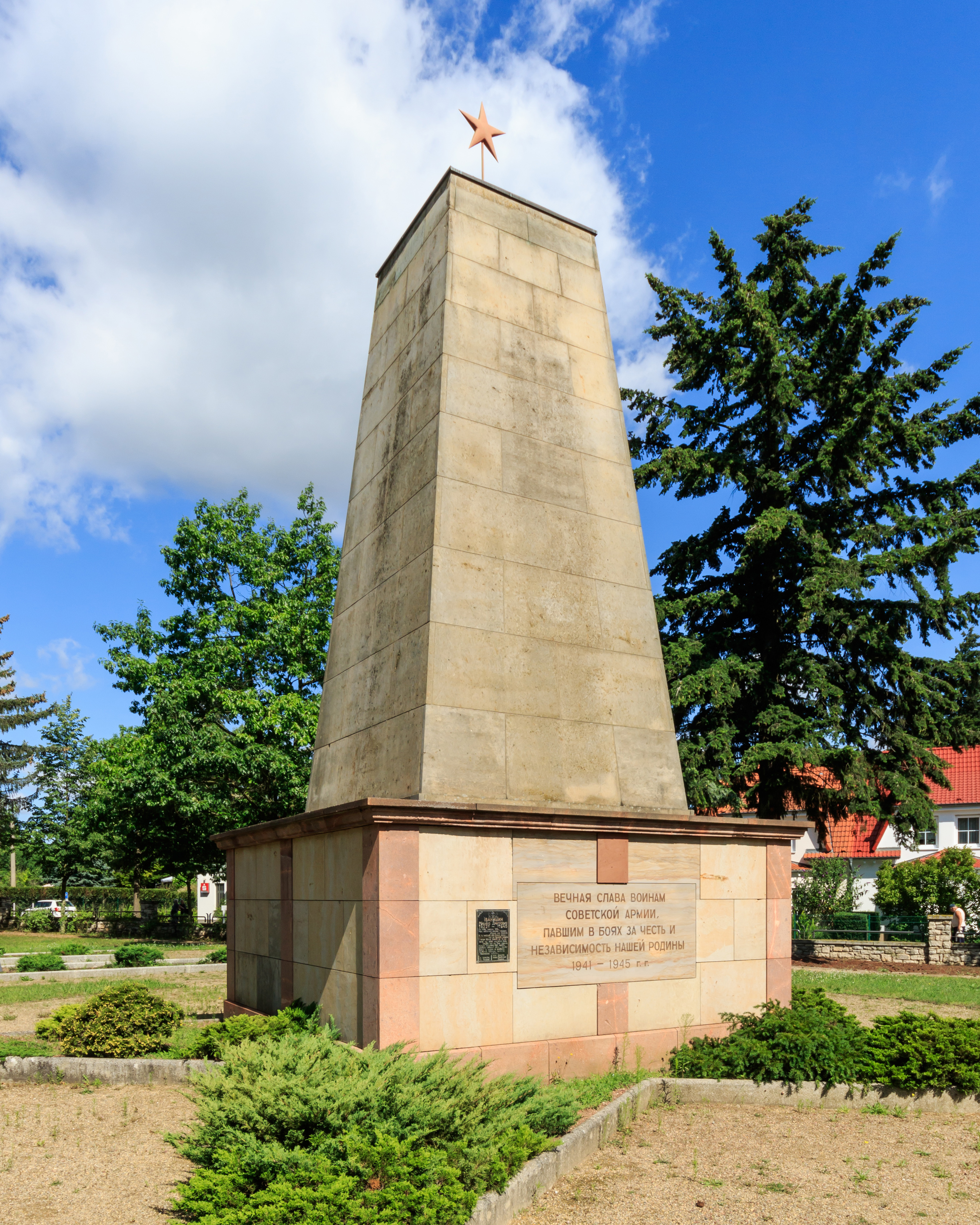
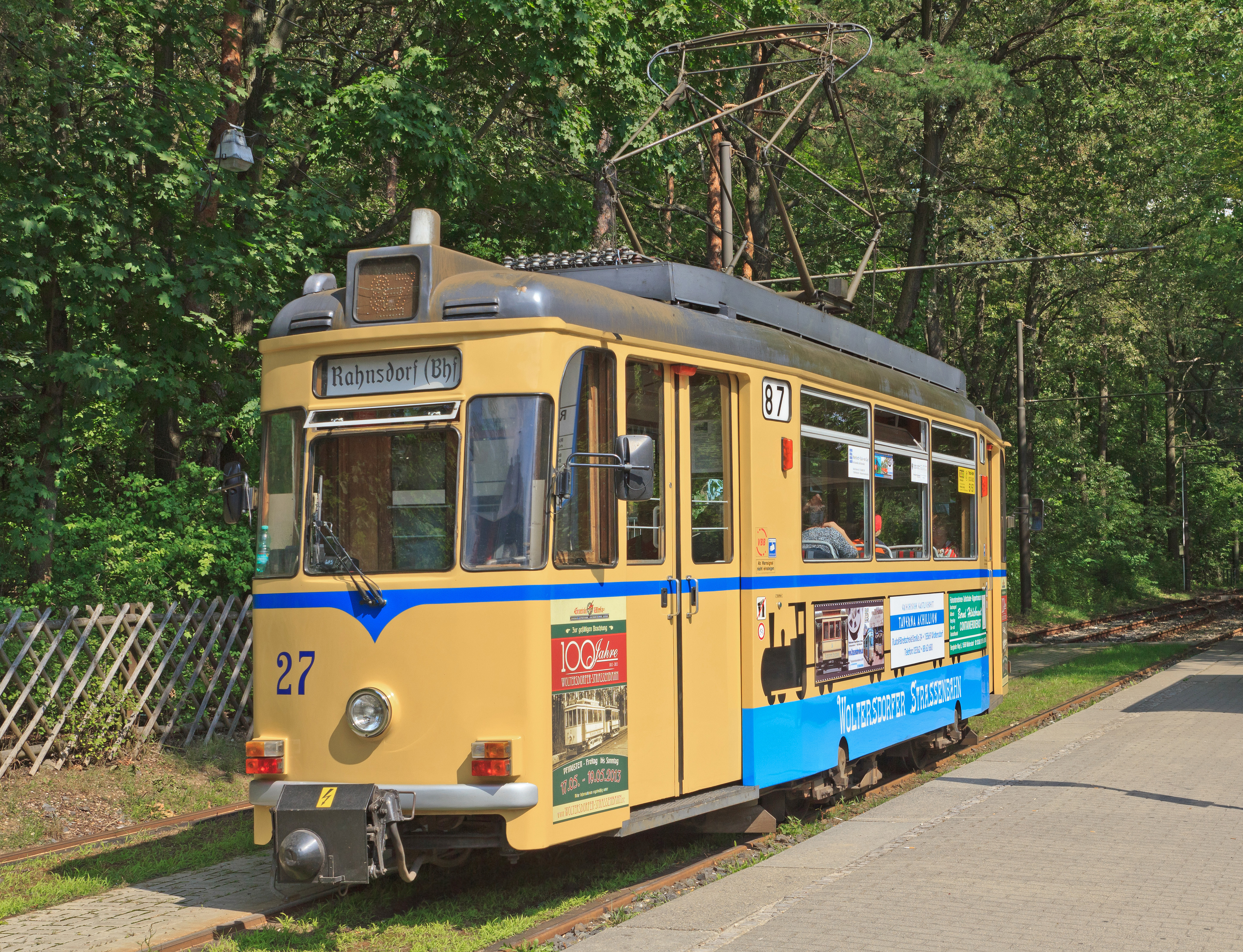
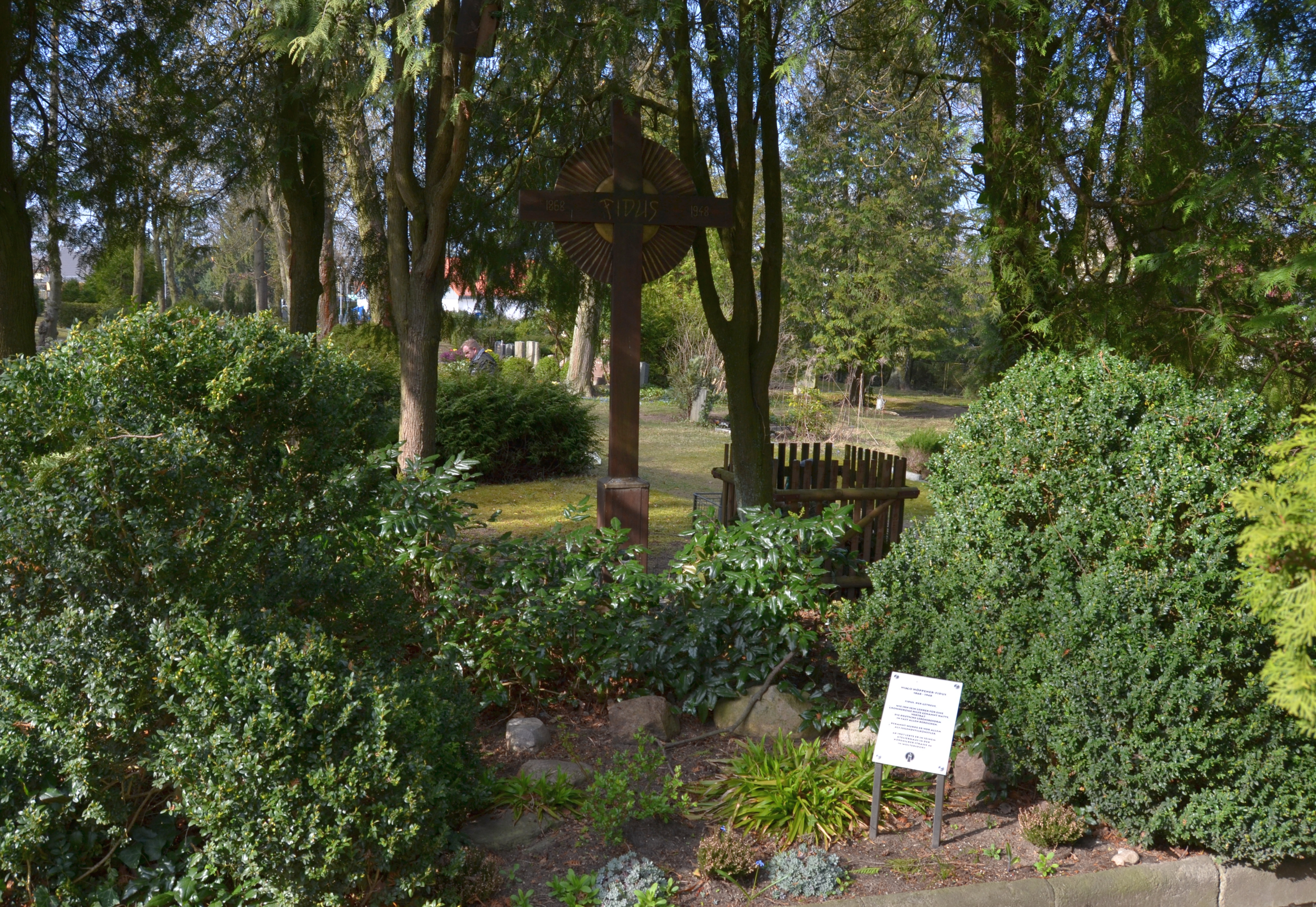